# 泰兰
註：本條目主題不是泰國
泰兰（法語：Tellin，法語發音：[tɛlɛ̃]）是比利时瓦隆大区盧森堡省讷沙托区的一个市镇，北与那慕爾省接壤，通行法语，是比利时法语社群的一部分，面积56.64平方千米，人口2,468人（2018年1月1日）。